# Mancia

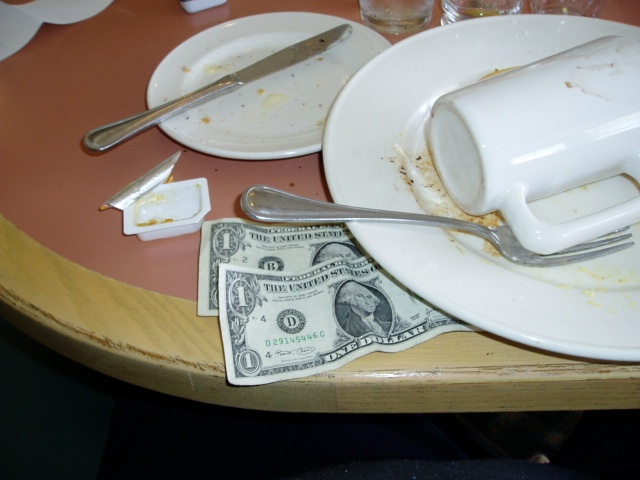
Una mancia lasciata sul tavolo di un ristorante

La mancia è una somma di denaro che viene elargita, oltre al dovuto, come ricompensa per il servizio prestato
(in particolar modo in ambito della ristorazione e facchinaggio).

## Etimologia
Il termine deriva probabilmente dal termine francese manches, ossia manica. Nei tornei, infatti, i cavalieri ricevevano in dono questa parte del vestito, da parte delle loro dame.

## Storia
La consuetudine di lasciare una mancia ha una lunga storia alle sue spalle. Ci sono più versioni sul perché la prassi delle mance sia iniziata e sul come si sia sviluppata nel tempo. Alcuni sostengono che questa usanza sia da far risalire agli antichi romani, i quali conoscevano già l'uso della mancia o strenna da ''strena'' , che significava dono augurale in occasione di particolari festività, come per i Saturnali e le Calende di gennaio, da cui poi deriverà la nostra strenna natalizia. Altri la inquadrano in epoca feudale, quando i signori feudali davano monete ai mendicanti nel tentativo di acquistare un passaggio sicuro.
Però per comprendere meglio come si è arrivati ad utilizzare il termine mancia con l'accezione che oggi gli diamo, bisogna partire dalla sua derivazione etimologica. Esso deriva probabilmente dal latino "manus", ossia "mano", dal quale poi si arrivò a manica per indicare quella parte dell'abito che copriva tutto il braccio fino alla mano. In epoca medievale in Francia la parola manica veniva tradotta "manche" e aveva lo stesso significato. Al tempo i vestiti avevano caratteri diversi da quelli odierni, ad esempio la manica era una parte importante e indipendente del vestito. L'usanza era quella di cambiare le maniche che spesso erano separate dal resto dall'abito: il corpetto era fisso, mentre le maniche venivano combinate ad esso. Tra i francesi, più che in qualsiasi altra parte d'Europa, si diffuse la moda di cucire maniche particolarmente elaborate: a sbuffo, a tortiglione, a strascico, a spirale, lisce, pelose, ricamate, frastagliate e anche elaborate più con tessuti d'oro e pietre preziose. In quei secoli le maniche avevano così tanta importanza da far nascere un'usanza particolare: durante i tornei cavallereschi dove i cavalieri si affrontavano l'uno contro l'altro con le lance, le dame avevano l'abitudine di staccarsi una delle loro preziosissime maniche per regalarla come pegno d'amore o come porta fortuna a uno dei partecipanti o al vincitore. Secondo la tradizione quest'ultimo doveva fissarla sulla lancia oppure legarsela al braccio sopra l'acciaio della corazza per tutta la durata dell'incontro. Il termine francese manches quindi acquistò il significato di "dono", "regalo", "omaggio", che una volta arrivato in Italia, venne italianizzato in mancia. Di questa accezione troviamo traccia letteraria nei versi di Dante (Paradiso, V , 64-66) "Non prendan li mortali il voto a ciancia; siate fedeli, e a ciò far non bieci, come Iepté a la sua prima mancia".
Avvicinandoci a tempi più recenti, invece iniziamo a trovare legami con la moderna consuetudine della mancia. I servi al servizio della nobiltà non venivano stipendiati, era garantito loro soltanto vitto, alloggio e una divisa. Questa divisa consisteva in un abito che doveva durare l'intero anno di servizio, per questo motivo il suo consumo era inevitabile. Le maniche erano le prime a usurarsi a causa dei lavori logoranti, e per questo motivo il padrone, a sua discrezione, era solito elargire una piccola somma di denaro sufficiente ad acquistare nuove maniche di ricambio. Per questa ragione quella cifra fu definita mancia, da manches, maniche per l'appunto.
Successivamente, erano diventate numerose le occasioni per elargire mance, dettate sia dalla consuetudine di alcune festività, sia dal fatto che iniziavano ad esistere delle vere e proprie figure meritorie destinatarie delle mance. Si arrivò al punto in cui questa usanza diventò talmente radicata che esistevano degli ordini, tabelle, disposizione legislative con precise informazioni in merito, nelle quali si stabiliva la natura, la quantità e l'occasione in cui la mancia doveva essere consegnata. L'importanza di questa usanza storica ci viene sottolineata da Giuseppe Gioacchino Belli, il quale, in un suo sonetto intitolato "Le mance" dove il poeta finge l'abolizione delle mance da parte del Papa nei confronti di chi stava al servizio degli uffici dello Stato Pontificio.
In Francia invece, tramontata l'epoca dei re, della nobiltà e della servitù, l'uso di questo termine manche fu ritenuto inopportuno e cadde quindi in disuso. Al suo posto fu coniata l'espressione "pourboire" che letteralmente si traduce "per bere". Ancora oggi in francese "dare la mancia" viene espresso con il termine "donner pourboire" da intendersi come piccola somma di denaro per poter andare a prendere qualcosa da bere. Abbiamo delle attestazioni di questa derivazione linguistica nel "Dictionnaire portatif et de prononciation, italien-français et français-italien" di J.L. Barthélemi Cormon e Vincenzo Manni (1813) nel quale, accanto alla traduzione italiana dell'espressione francese "donner un pourboire" , si trovano le seguenti espressioni : "dare la mancia", "la buona mano" e "il beveraggio". Si ritrova la definizione di beveraggio come mancia per bere anche nel vocabolario milanese-italiano di Francesco Cherubini (1839), nel numero 9 di una collana di studi e ricerche del comune di Castiglione "Così parlavano a Castiglione" a cura di Cesare Corradini (2004) e nel vocabolario online della Treccani.

## Mancia nei diversi Paesi del mondo

### Africa

#### Egitto
In Egitto la mancia (bakscisc in arabo) è una consuetudine molto diffusa. Ciò nasce dal fatto che gli stipendi medi degli egiziani sono notevolmente bassi e trovano così un modo per raggiungere un livello più dignitoso. Nell'ambito della ristorazione la prassi è di lasciare un 10% del conto al cameriere. Da notare che la mancia è richiesta anche da chi fa piccoli lavori (come i parcheggiatori, i facchini e gli addetti alle toilette) per un ammontare di circa una sterlina egiziana.

#### Madagascar
In Madagascar è d'uso elargire una mancia nei ristoranti, per un'ammontare pari al 5% del conto, alle guide nei parchi naturali per un valore pari al 10% del biglietto d'entrata. Agli autisti/guide si dà dai 5000 ai 20000 Ariary, per ogni giorno di cui si è usufruito del servizio. Ai tassisti e ai baristi non è consuetudine pagare alcunché oltre al prezzo del servizio.

#### Sudafrica
In Sudafrica le mance vengono applicate per qualsiasi tipo di servizio ricevuto a causa soprattutto dei bassi salari della popolazione lavoratrice. Ammonta a circa il 10-15% della prestazione di cui si è usufruito.

### America

#### Cile
In Cile, la mancia (propina in spagnolo) è fortemente consigliata (se non obbligatoria) nei ristoranti nella misura minima del 10%, escludendo le catene di fast food estere e i bar, oltre che per lavori di facchinaggio e alle guide turistiche. Vista la forte presenza di europei, per i quali non è consuetudine lasciare la mancia, la frase «Si consiglia una mancia del 10%», che viene stampata sugli scontrini, è spesso sottolineata. Durante i pagamenti con carta di credito. successivamente all'importo speso. il terminale POS chiede se si vuole lasciare una mancia. Non è invece consuetudine lasciare una mancia ai tassisti, in quanto il tassametro rilascia un piccolo scontrino con quanto dovuto.

#### Perù
In Perù la consuetudine di lasciare la mancia (propina) è meno radicata e analogamente ai Paesi europei si lascia come segno di apprezzamento per la cena o il servizio ricevuto.

#### Stati Uniti d'America
Negli Stati Uniti la mancia corrisponde di solito al 15-20% del servizio utilizzato. Nei ristoranti infatti il servizio non è incluso e pertanto la mancia costituisce una vera e propria retribuzione nei confronti del personale di sala. Stessa regola vale per i servizi alberghieri con il facchinaggio.

### Asia

#### Cina
In Cina non vi è l'abitudine a lasciare la mancia. Nei ristoranti che propongono un servizio di livello medio alto nel corrispettivo da pagare è già compresa una voce dedicata al servizio.

#### Giappone
In Giappone non è consuetudine lasciare la mancia, essendo il servizio già ricompreso nel conto e indicato espressamente (per un valore pari al 10-15% circa della prestazione ricevuta).

#### Indonesia
L'Indonesia non prevede il pagamento di alcuna mancia, eccezion fatta per le località turistiche. Nel mondo alberghiero e della ristorazione, tutte le strutture di fascia alta e molti di fascia media, aggiungono al conto una maggiorazione del 21%, sotto la voce "plus plus", che include anche le tasse. A Bali, tutti i ristoranti si aspettano una mancia pari al 10% del costo del servizio.

### Europa

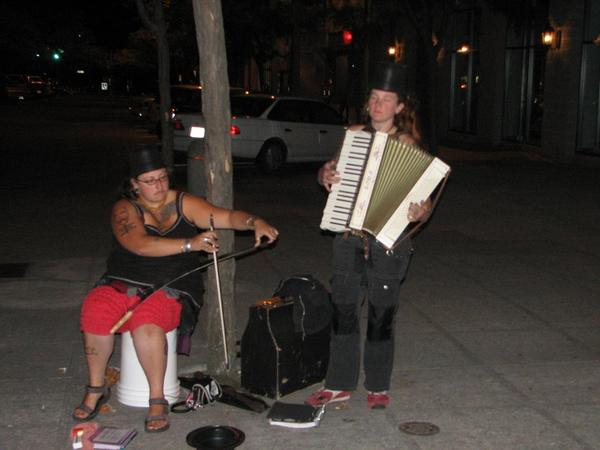
Gli artisti di strada usualmente chiedono una mancia per la loro esibizione

#### Austria
In Austria nel servizio alberghiero e nella ristorazione il prezzo è già comprensivo della mancia. Tuttavia i camerieri di alcuni caffè famosi ed eleganti sono soliti dire che il servizio si paga a parte e rifiutano una piccola mancia. I facchini e gli addetti alle pulizie si aspettano una mancia che consiste nell'arrotondare l'importo pattuito o aggiungere una somma che va dal 5% al 10%. Anche i tassisti si aspettano una mancia del 10% circa. Allo stesso modo anche i parrucchieri e gli addetti al guardaroba.

#### Belgio
In Belgio la mancia non è obbligatoria, in quanto il servizio è già compreso nel prezzo della prestazione. Ciononostante è gradita una mancia come segno di apprezzamento del servizio ricevuto.

#### Bosnia ed Erzegovina
In Bosnia ed Erzegovina si è soliti lasciare la mancia unicamente ai tassisti e nei ristoranti raffinati.

#### Bulgaria
In Bulgaria vi è la consuetudine di lasciare la mancia soltanto se si è soddisfatti del servizio e in generale si tende ad arrotondare per eccesso la somma del conto da pagare o si aggiunge un 10% allo stesso.

#### Croazia
In Croazia è di uso arrotondare in eccesso quanto dovuto, nonostante il prezzo del servizio sia già comprensivo di tutto e generalmente la mancia è del 10% del prezzo della prestazione. Le guide turistiche si aspettano sempre una mancia.

#### Finlandia
In Finlandia la mancia non è generalmente prevista per alcuna prestazione, essendo il servizio già ricompreso nel prezzo.

#### Francia
In Francia la mancia è compresa nel servizio, pertanto nulla è dovuto. Qualora si volesse lasciare una mancia come gratificazione per il servizio di cui si è usufruito, nei ristoranti è consigliato donare un 10% del totale speso.

#### Germania
In Germania il servizio è incluso nei ristoranti e negli alberghi. È però accettata la mancia e in certe regioni è consuetudine lasciare un 10% qualora il servizio sia reputato soddisfacente.

#### Grecia
In Grecia la parola mancia viene tradotta in italiano come «regalo per un amico» (in greco è filodorima). Ciò sta a sottolineare che è libertà di chiunque arrotondare il prezzo della prestazione ricevuta in eccesso, per la percentuale che desidera e se lo vuole.

#### Irlanda
In Irlanda è necessario distinguere dal soggetto da cui si ottiene la prestazione. Negli alberghi e ristoranti di alto livello la mancia è già ricompresa nel prezzo, pertanto non è necessario lasciare alcuna somma ulteriore. Negli altri locali si può lasciare una mancia pari a circa il 10% del valore del servizio utilizzato, anche se di solito non viene fatto pagare il servizio. Questa ultima regola vale anche per i taxi. Nei bar non vi è la consuetudine di pagare nessun extra.

#### Islanda
In Islanda non vi è la consuetudine di lasciare alcuna mancia, essendo questa già compresa nel servizio.

#### Italia
In Italia la mancia non è né obbligatoria né di consuetudine, essendo il servizio già compreso nel costo della prestazione. Il Contratto Collettivo Nazionale per i dipendenti da aziende dei settori pubblici esercizi, ristorazione e turismo ne vieta, inoltre, esplicitamente la richiesta da parte del personale. La stessa è comunque considerata, da un punto di vista giuridico, un'obbligazione naturale caratterizzata dalla spontaneità. Nelle case da gioco italiane le mance lasciate dai giocatori ai croupier sono considerate reddito da lavoro dipendente e quindi soggette anche a contribuzione previdenziale. La mancia, rientrando in un concetto onnicomprensivo di retribuzione, è soggetta a tassazione.

#### Malta
A Malta vi è la convenzione di lasciare una mancia pari a circa il 10% del servizio goduto a tassisti e camerieri.

#### Norvegia
In Norvegia la mancia non è di uso nelle relazioni contrattuali e il prezzo di qualsiasi servizio è comprensivo di qualsiasi costo e tassa.

#### Paesi Bassi
Nei Paesi Bassi vi è la consuetudine di lasciare il 10% in più del prezzo pagato ai tassisti, ma tale consuetudine non si estende ad altri tipi di servizi.

#### Polonia
In Polonia il servizio è compreso nel prezzo, quindi di regola non vi è l'abitudine di lasciare mance.

#### Portogallo
In Portogallo i ristoranti classificati di alto livello dovrebbero già comprendere nel prezzo del servizio la mancia. Negli altri locali è gradita una mancia che si aggiri tra il 5% e il 10% del totale pagato, ma sempre se si è soddisfatti del servizio avuto. Nei bar e nei caffè basta lasciare qualche spicciolo e non è consuetudine lasciare alcuna mancia ai tassisti.

#### Regno Unito
Nel Regno Unito la mancia è una consuetudine per determinate prestazioni (prettamente di lavoro manuale: facchini, camerieri e servizio in camera). Corrisponde al 10% o 15% circa del prezzo della prestazione e non viene elargita qualora il servizio sia stato insoddisfacente.

#### Repubblica Ceca
In Repubblica Ceca non vi è l'obbligo di lasciare alcuna mancia e qualora si volesse lasciare una mancia al ristorante non la si lascia al tavolo, ma va pagata direttamente al momento del pagamento del conto (è prassi calcolare un 10% sul conto che viene arrotondato in eccesso).

#### Russia
In Russia soltanto nei ristoranti più raffinati è consuetudine lasciare una mancia del 10% circa.

#### Slovacchia
In Slovacchia non è di uso pagare alcuna mancia, fatta eccezione per i ristoranti con servizio al tavolo in cui è prassi lasciare un 5-10% del totale pagato come mancia.

#### Slovenia
Nel paese non vi è una regola fissa in materia di mance. Si lascia una mancia di circa il 10%, che può arrivare al 15% se il servizio è stato di buon gradimento, unicamente nei casi in cui la prestazione non sia già comprensiva del servizio. Nel servizio di taxi, si è soliti arrotondare in eccesso il prezzo da pagare

#### Spagna
In Spagna il servizio è ricompreso nel prezzo della prestazione. È gradita, ma non obbligatoria per alcuni servizi quali quelli alberghieri, di piccola ristorazione e nei confronti dei tassisti e varia dal 5 al 10% della somma spesa.

#### Svezia
In Svezia la mancia non è mai obbligatoria, essendo il servizio compreso nel prezzo. Nei ristoranti e ai tassisti è consuetudine arrotondare il conto. Per i servizi di guardaroba è possibile che si debba versare una somma di circa 10 corone svedesi per ogni capo dato in custodia.

### Medio Oriente

#### Giordania
In Giordania nei ristoranti di alto livello è di uso lasciare il 10% del conto per il servizio svolto dal cameriere, mentre negli altri ristoranti e i tassisti basta lasciare qualche spicciolo per arrotondare il conto.

#### Israele
In Israele si usa lasciare una mancia al fattorino negli alberghi, mentre non è di uso lasciarla ai tassisti. Al ristorante è bene lasciare una mancia pari al 12% circa di quanto speso, a meno che il locale non abbia già compreso il servizio.

#### Stato di Palestina
Nei territori palestinesi non è usuale nella ristorazione lasciare la mancia, eccezion fatta per i ristoranti siti nei luoghi maggiormente interessati dall'afflusso turistico.